# Маэстре, Габриэль
Габриэль Маэстре (исп. Gabriel Maestre); 22 сентября 1986, Барселона, Венесуэла) — венесуэльский боксёр-профессионал. Временный чемпион мира в полусреднем весе (WBA, 2021).
Бронзовый призёр чемпионата мира (2013). Чемпион (2015) и бронзовый призёр (2019) Панамериканских игр. Чемпион Южноамериканских игр (2014, 2018). Чемпион (2013), серебряный (2017) и бронзовый (2009) призёр Боливарианских игр. Чемпион Венесуэлы (2012).

## Любительская карьера
Начал заниматься боксом в 13 лет.
Занимался в клубе «Hermanos Cermeneos».
Тренировался у Луиса Карагиче и Мартина Коакуто.

### Чемпионат Венесуэлы 2007
Выступал в 1-м полусреднем весе (до 64 кг). В четвертьфинале проиграл Виктору Пинанго.

### Боливарианские игры 2009
Выступал в полусреднем весе (до 69 кг). В четвертьфинале победил перуанца Луиса Сивинчи. В полуфинале проиграл колумбийцу Леонардо Карильо.

### Южноамериканские игры 2010
Выступал в 1-м полусреднем весе (до 64 кг). В четвертьфинале проиграл эквадорцу Хустиниано Мине Кайседо.

### Игры Центральной Америки и Карибского бассейна 2010
Выступал в полусреднем весе (до 69 кг). В 1/8 финала проиграл пуэрториканцу Кристиану Пегуэро.

### Чемпионат мира 2011
Выступал в полусреднем весе (до 69 кг). В 1/32 финала победил мексиканца Оскара Молину. В 1/16 финала проиграл венгру Имре Бачкаи.

### Панамериканские игры 2011
Выступал в полусреднем весе (до 69 кг). В четвертьфинале проиграл кубинцу Карлосу Банто.

### Олимпийские игры 2012
Выступал в полусреднем весе (до 69 кг). В 1/16 финала победил иранца Амина Гасемипура. В 1/8 финала победил южноафриканца Сифиве Лусизе. В четвертьфинале проиграл казахстанцу Серику Сапиеву.

### Чемпионат Венесуэлы 2012
Выступал в полусреднем весе (до 69 кг). В финале победил Джонни Санчеса.

### Чемпионат мира 2013
Выступал в полусреднем весе (до 69 кг). В 1/16 финала победил венгра Имре Бачкаи. В 1/8 финала победил поляка Иренеуша Закржевского. В четвертьфинале победил россиянина Александра Беспутина. В полуфинале проиграл кубинцу Арисноидису Деспейну.

### Боливарианские игры 2013
Выступал в полусреднем весе (до 69 кг). В полуфинале победил чилийца Даниэля Муньоса. В финале победил эквадорца Карлоса Санчеса.

### World Series of Boxing2013/2014
Выступал в полусреднем весе (до 69 кг). Представлял команду «USA Knockouts». 7 декабря 2013 года проиграл французу Шабану Фехиму. 31 января 2014 года победил аргентинца Луиса Верона.

### Южноамериканские игры 2014
Выступал в полусреднем весе (до 69 кг). В четвертьфинале победил гайанца Эона Банкрофта. В полуфинале победил бразильца Роберто Кейроша. В финале победил перуанца Луиса Миранду.

### Игры Центральной Америки и Карибского бассейна 2014
Выступал в полусреднем весе (до 69 кг). В 1/8 финала проиграл мексиканцу Марвину Кабрере.

### World Series of Boxing2013/2014
4 апреля 2014 года проиграл кубинцу Роньелю Иглесиасу.

### World Series of Boxing2015
Выступал в полусреднем весе (до 69 кг). Представлял команду «Caciques Venezuela». 24 января 2015 года победил белоруса Евгения Ромашкевича. 7 февраля 2015 года проиграл пуэрториканцу Никлаусу Флацу. 7 марта 2015 года победил казахстанца Асланбека Шымбергенова. 21 марта 2015 года победил американца Брайана Себальо. 11 апреля 2015 года проиграл аргентинцу Альберто Палмете. 24 апреля 2015 года победил ирландца Стивена Доннелли.

### Панамериканские игры 2015
Выступал в полусреднем весе (до 69 кг). В четвертьфинале победил бразильца Роберто Кейроша. В полуфинале победил доминиканца Хуана Рамона Солано. В финале победил кубинца Роньеля Иглесиаса.

### Чемпионат мира 2015
Выступал в полусреднем весе (до 69 кг). В 1/8 финала проиграл литовцу Эймантас Станёнис.

### World Series of Boxing2016
Выступал в полусреднем весе (до 69 кг). Представлял команду «Caciques Venezuela». 29 января 2016 года проиграл аргентинцу Альберто Пальметте. 23 апреля 2016 года проиграл казахстанцу Бекзоду Халметову.

### Олимпийские игры 2016
Выступал в полусреднем весе (до 69 кг). В 1/16 финала победил немца Араика Марутяна. В 1/8 финала победил итальянца Винченцо Манджакапре. В четвертьфинале проиграл казахстанцу Данияру Елеусинову.

### World Series of Boxing2017
Выступал в полусреднем весе (до 69 кг). Представлял команду «Caciques Venezuela». 17 марта 2017 года проиграл кубинцу Роньелю Иглесиасу. 21 апреля 2017 года победил аргентинца Федерико Счинину.

### Чемпионат мира 2017
Выступал в полусреднем весе (до 69 кг). В 1/8 финала победил индийца Маноджа Кумара. В четвертьфинале проиграл казахстанцу Аблайхану Жусупову.

### Боливарианские игры 2017
Выступал в полусреднем весе (до 69 кг). В четвертьфинале победил панамца Педро Москеру. В полуфинале победил колумбийца Рикардо Легарду. В финале проиграл доминиканцу Роану Поланко.

### World Series of Boxing2018
Выступал в полусреднем весе (до 69 кг). Представлял команду «Caciques Venezuela». 16 февраля 2018 года победил колумбийца Хана Урбанеса. 24 марта 2018 года проиграл кубинцу Роньелю Иглесиасу. 7 апреля 2018 года победил узбекистанца Махмуда Гаипова.

### Южноамериканские игры 2018
Выступал в полусреднем весе (до 69 кг). В полуфинале победил эквадорца Габриэля Родригеса. В финале победил бразильца Луиса Фернандо Родригеса да Силву.

### Панамериканские игры 2019
Выступал в полусреднем весе (до 69 кг). В четвертьфинале победил перуанца Луиса Миранду. В полуфинале проиграл доминиканцу Роану Поланко.

## Профессиональная карьера
Дебютировал на профессиональном ринге 6 июля 2019 года в возрасте 32 лет. Одержал победу техническим нокаутом во 2-м раунде.
19 декабря 2019 года нокаутировал в 4-м раунде бывшего временного чемпиона мира в полусреднем весе аргентинца Диего Габриэля Чавеса.

### Чемпионский бой с Майклом Фоксом
7 августа 2021 года победил по очкам американца Майкла Фокса и завоевал вакантный титул временного чемпиона мира в полусреднем весе по версии WBA. Данное решение судей подверглось серьёзной критике — по мнению большинства экспертов и зрителей Фокс уверенно выиграл бой. Через несколько дней WBA объявила титул вакантным и постановила, что боксёры должны провести немедленный реванш.
8 апреля 2023 года досрочно победил экс-чемпиона мира в двух весовых категориях американца Девона Александера.

### Чемпионский бой с Эймантасом Станёнисом
4 мая 2024 года встретился с чемпионом мира в полусреднем весе по версии WBA не имеющим поражений литовцем Эймантасом Станёнисом. Проиграл по очкам.

## Статистика боёв
В таблице перечислены результаты всех поединков боксёров.
В каждой строке указан результат поединка. Дополнительно номер поединка обозначен цветом, который обозначает итог поединка. Расшифровка обозначений и цветов представлена в нижеследующей таблице.
| Пример | Расшифровка                     |
| ------ | ------------------------------- |
|        | Победа                          |
|        | Ничья                           |
|        | Поражение                       |
|        | Планируемый поединок            |
|        | Поединок признан несостоявшимся |
| КО     | Нокаут                          |
| ТКО    | Технический нокаут              |
| PTS    | Решение судей (по очкам)        |
| UD     | Единогласное решение судей      |
| MD     | Решение большинства судей       |
| SD     | Раздельное решение судей        |
| RTD    | Отказ от продолжения боя        |
| DQ     | Дисквалификация                 |
| NC     | Поединок признан несостоявшимся |

| 8 поединок, 6 победа (5 нокаутом), 1 поражение, 1 ничья. | 8 поединок, 6 победа (5 нокаутом), 1 поражение, 1 ничья. | 8 поединок, 6 победа (5 нокаутом), 1 поражение, 1 ничья. | 8 поединок, 6 победа (5 нокаутом), 1 поражение, 1 ничья.     | 8 поединок, 6 победа (5 нокаутом), 1 поражение, 1 ничья. | 8 поединок, 6 победа (5 нокаутом), 1 поражение, 1 ничья.                                                                   | 8 поединок, 6 победа (5 нокаутом), 1 поражение, 1 ничья. |
| Бой                                                      | Дата                                                     | Соперник                                                 | Место проведения                                             | Результат                                                | Примечание |                                                          |
| -------------------------------------------------------- | -------------------------------------------------------- | -------------------------------------------------------- | ------------------------------------------------------------ | -------------------------------------------------------- | --- | -------------------------------------------------------- |
| 8                                                        | 4 мая 2024                                               | Эймантас Станёнис (14-0)                                 | Ти-Мобайл Арена, Лас-Вегас, Невада, США                      | UD 12                                                    | Бой за титул чемпиона мира в полусреднем весе по версии WBA (1-я защита Станёниса). Счёт судей: 109-119, 110-118, 111-117. |                                                          |
| 7                                                        | 12 августа 2023                                          | Тревон Маршалл (8-0)                                     | MGM National Harbor, Оксон-Хилл, Мэриленд, США               | TKO 2 (10)                                               | |                                                          |
| 6                                                        | 8 апреля 2023                                            | Девон Александер (27-7-1)                                | Dignity Health Sports Park, Карсон, Калифорния, США          | RTD 3 (10)                                               | Александер в нокдауне во 2-м раунде.                                                                                       |                                                          |
| 5                                                        | 11 марта 2022                                            | Тарас Шелестюк (19-0)                                    | Казино в Монреале, Монреаль, Квебек, Канада                  | SD 10                                                    | Счёт судей: 93-97, 95-95, 96-94.                                                                                           |                                                          |
| 4                                                        | 7 августа 2021                                           | Майкл Фокс (22-2)                                        | Minneapolis Armory, Миннеаполис, Миннесота, США              | UD 12                                                    | Завоевал вакантный титул временного чемпиона мира в полусреднем весе по версии WBA. Счёт судей: 115-112, 117-110, 114-113. |                                                          |
| 3                                                        | 17 декабря 2020                                          | Даниэль Вега Кота (16-4-1)                               | Discoteca Kilymandiaro, Пуэрто-Коломбия, Атлантико, Колумбия | KO 1 (10)                                                | |                                                          |
| 2                                                        | 19 декабря 2019                                          | Диего Габриэль Чавес (27-5-1)                            | Coliseo Sugar Baby Rojas, Барранкилья, Атлантико, Колумбия   | TKO 4 (10)                                               | Защитил титул WBA Fedebol в 1-м среднем весе (1-я защита Маэстре). Чавес в нокдауне в 1-м раунде.                          |                                                          |
| 1                                                        | 6 июля 2019                                              | Хеованис Барраса (20-0)                                  | Coliseo Sugar Baby Rojas, Барранкилья, Атлантико, Колумбия   | TKO 2 (10)                                               | Выиграл вакантный титул WBA Fedebol в 1-м среднем весе.                                                                    |                                                          |
| Бой<                                                     | Дата                                                     | Соперник                                                 | Место проведения                                             | Результат                                                | Примечание |                                                          |

## Титулы и достижения

### Любительские
- 2009  Бронзовый призёр Боливарианских игр в полусреднем весе (до 69 кг).
- 2012  Чемпион Венесуэлы в полусреднем весе (до 69 кг).
- 2013  Бронзовый призёр чемпионата мира в полусреднем весе (до 69 кг).
- 2013  Чемпион Боливарианских игр в полусреднем весе (до 69 кг).
- 2014  Чемпион Южноамериканских игр в полусреднем весе (до 69 кг).
- 2015  Чемпион Панамериканских игр в полусреднем весе (до 69 кг).
- 2017  Серебряный призёр Боливарианских игр в полусреднем весе (до 69 кг).
- 2018  Чемпион Южноамериканских игр в полусреднем весе (до 69 кг).
- 2019  Бронзовый призёр Панамериканских игр в полусреднем весе (до 69 кг).

### Профессиональные
- Титул WBA Fedebol в 1-м среднем весе (2019—2020).
- Временный чемпион мира в полусреднем весе по версии WBA (2021).